# Grävtjärnen, Dalarna
Grävtjärnen är en sjö i Mora kommun i Dalarna och ingår i Dalälvens huvudavrinningsområde. Sjön har en area på 0,16 kvadratkilometer och ligger 293,4 meter över havet. Sjön avvattnas av vattendraget Jesslonsbäcken.

## Delavrinningsområde
Grävtjärnen ingår i det delavrinningsområde (674143-141813) som SMHI kallar för Mynnar i Säxen. Medelhöjden är 321 meter över havet och ytan är 3,09 kvadratkilometer. Räknas de 3 avrinningsområdena uppströms in blir den ackumulerade arean 17,67 kvadratkilometer. Jesslonsbäcken som avvattnar avrinningsområdet har biflödesordning 5, vilket innebär att vattnet flödar genom totalt 5 vattendrag innan det når havet efter 370 kilometer. Avrinningsområdet består mestadels av skog (83 procent). Avrinningsområdet har 0,16 kvadratkilometer vattenytor vilket ger det en sjöprocent på 5,3 procent.